# Ami James
Ami James (Sharm-el-Sheikh, 6 april 1972) is een in Egypte geboren Amerikaans tatoeëerder van Roemeense afkomst.

## Levensloop
James' Amerikaanse vader bekeerde zich tot het jodendom en besloot naar Israël te verhuizen, waar hij James' Roemeense moeder ontmoette. Toen James vier was, verliet zijn vader het gezin. James verhuisde op twaalfjarige leeftijd naar Miami, maar verhuisde terug naar Israël in zijn tienerjaren. Op zijn vijftiende liet hij zijn eerste tatoeage zetten, een ervaring die hem vastbesloten maakte om zelf tatoeëerder te worden. Nadat hij in het Israëlische leger als scherpschutter had gediend, begon hij in 1992 zijn opleiding bij een tatoeëerder. Hij is mede-eigenaar van een tatoeagestudio genaamd Love Hate Tattoos, dat het onderwerp was van het programma Miami Ink, uitgezonden in de Verenigde Staten op TLC en in Nederland op Discovery Channel. James is ook mede-eigenaar van het kledingbedrijf DeVille en de Miami-nachtclub Love Hate Lounge. Hij maakte ontwerpen voor de Motorola RAZR V3-telefoons.